# Hans-Ludwig Abmeier
Hans-Ludwig Abmeier (* 23. November 1927 in Bonn) ist ein deutscher Historiker.

## Leben
Der Sohn von Hans Abmeier studierte ab 1946 in Paderborn, Mainz und Bonn Philosophie und Theologie. Nach dem Staatsexamen 1956 in Theologie, Geschichte und Germanistik war er im Schuldienst tätig. Er war Mitbegründer des Oberschlesischen Jahrbuchs. Seit der Gründung der Stiftung Haus Oberschlesien im Dezember 1970 saß er im Stiftungsrat und war bis Mai 2007 Stiftungsratsvorsitzender. Am 9. März 1988 erhielt er das Bundesverdienstkreuz am Bande.

## Schriften (Auswahl)
- Schlesien und Schlesier von 1740 bis 1844 im Spiegel deutscher und österreichischer Oberschulgeschichtsbücher. Würzburg 1975.
- Die geschichtliche Entwicklung Oberschlesiens bis 1945 im Überblick. Bad Ems 1988.
- Martin Opitz. Bonn 1989, ISBN 3-925103-20-1.
  - Martin Opitz. Bonn 1996, ISBN 3-925-103-20-1.